# Artur Hanse
Artur Hanse (ur. 10 lutego 1993 w Paryżu) – portugalski narciarz alpejski.

## Lata młodości
Narciarstwo zaczął uprawiać w wieku trzech lat na wakacjach w górach, a od dwunastego roku życia startuje w zawodach. W młodości uprawiał także rugby.

## Kariera
Do listopada 2013 reprezentował Francję. W tym samym miesiącu zakwalifikował się na igrzyska olimpijskie w Soczi. Na igrzyskach nie ukończył ani zawodów w slalomie, ani rywalizacji w slalomie gigancie. Był również chorążym portugalskiej kadry na tych igrzyskach.

## Życie prywatne
Jest synem portugalskich emigrantów we Francji. Mieszka na stałe w Les Gets. Potrafi porozumiewać się w języku angielskim, francuskim i portugalskim.